# Johan Nylander
Johan Nylander, född den 20 augusti 1698 i Viborg, död den 10 juni 1761 i Borgå, var en svensk biskop. Han var son till handlanden Simon Nylander och Anna Hedræus.

## Biografi
Medan han ännu studerade vid Viborgs trivialskola, måste han med föräldrarna fly undan ryssarna i samband med den ryska belägringen av staden och dess kapitulation 1710. Han kom till Uppsala 1715, där han fortsatte sina studier. Han flyttade 1722 till Åbo, blev samma år magister där och tre år därefter konrektor vid trivialskolan i Helsingfors. År 1726 utnämndes han till lektor i historia och moral vid Borgå gymnasium och blev där lektor i teologi 1728. Han efterträdde Daniel Juslenius som biskop i Borgå stift enligt en kunglig stadfästelse 1745. 
Johan Nylander blev teologie doktor vid Uppsala universitet 1752. 
Han bevistade de fem riksdagarna mellan 1738 och 1756. Han var hängiven medlem av mösspartiet, placerades därvid redan vid den första i sekreta utskottet, och insattes vid 1742–1743 års riksdag i kommissionen för undersökning av orsakerna till den för Sverige negativa utgången av hattarnas ryska krig.
Han gifte sig 1727 med Katarina Helsingius, och 1744 med Vendela Juliana von Glan. Han var far till borgmästaren Daniel Nylander, till Johana Elisabet Nylander, som var gift med linnélärjungen Johan Haartman och till Katarina Nylander (1732–1802), som var gift med kyrkoherden Henrik Poppius. Genom Katarina var han morfar till ämbetsmannen Gabriel Poppius.